# Richard Marcus (Schauspieler)
Richard Marcus (* 19. September 1945) ist ein US-amerikanischer Schauspieler mit einer 30 Jahre umfassenden Karriere. Er wurde durch die Verkörperung des mysteriösen Mr. Raines in der Fernsehserie Pretender bekannt.

## Karriere
Marcus kam erst spät zur Schauspielerei. Eine erste Rolle hatte er 1979 im Alter von 33 Jahren in der Fernsehserie The White Shadow. 1981 folgten Auftritte in dem erst 1983 veröffentlichten Horrorfilm The Being und in der Polizeiserie Polizeirevier Hill Street.
In den 1980er und 1990er Jahren folgten Haupt- und Nebenrollen in weiteren Fernsehserien und Filmen. Wiederkehrende Rollen hatte er unter anderem in The White Shadow, in Chefarzt Dr. Westphall als „Ralph der Vogelmann“ sowie in Pretender. In der Fernsehserie spielte er William Rains (alias Abel Parker), den Leiter der geheimen Organisation „The Center“, der nach einem Unfall auf Sauerstoff aus einer Flasche angewiesen ist, die er auf einem Rollwagen mit sich führt. Diese Rolle machte ihn einem breiten Publikum bekannt und er ließ die Figur in zwei Fernsehfilmen im Jahr 2001 wiederaufleben: in Pretender – Nichts scheint wie es ist und in Die Pretender – Insel der Gequälten.
Auf der Leinwand war er 1985 – nach The Being – an der Seite von Dennis Quaid und Louis Gossett Jr. als Arnold in dem Wolfgang-Petersen-Film Enemy Mine – Geliebter Feind zu sehen und 1990 an der Seite von Kevin Bacon in Tremors – Im Land der Raketenwürmer. Er wirkte auch in dem Videospiel Dune 2000 mit. Zuletzt war Marcus 2009 in der Fernsehserie Hawthorne vor der Kamera zu sehen und schrieb im Anschluss mehrere Drehbücher, beispielsweise für Checking Out – Alles nach meinen Regeln. In einigen Publikationen wird Marcus als Produzent des 3D-Films Der Killerparasit aus dem Jahr 1985 genannt; in einem Interview im April 2013 stellte Marcus klar, dass es sich hierbei um eine falsche Information handele und er nie als Produzent tätig war.
Im deutschen Sprachraum wurde Richard Marcus unter anderem von Gerd Blahuschek, Henning Gissel, Matthias Grimm, Klaus Guth, Thomas Rauscher (alias Thomas Otto), Michael Rüth, Achim Schülke, Bodo Wolf und Hans-Jürgen Wolf synchronisiert.
Der Schauspieler studierte an der Tulane University in New Orleans. Er lebt in Los Angeles und hat mit seiner Frau Sharon eine Tochter namens Iso Bel und einen Sohn namens Theo.

## Filmografie (Auswahl)

### Film
- 1981: The Being (auch: Easter Sunday)
- 1985: Enemy Mine – Geliebter Feind
- 1985: The Human Interest Story
- 1986: Der tödliche Freund (Deadly Friend)
- 1987: Desperado (Fernsehfilm)
- 1988: Cannibal Campout[7]
- 1988: Jesse – Engel im Tal des Todes (Jesse; Fernsehfilm)
- 1989: Motorist[7]
- 1990: Tremors – Im Land der Raketenwürmer
- 1993: … und das Leben geht weiter (Fernsehfilm)
- 1998: Dune 2000 (Videospiel)
- 2001: Pretender – Nichts scheint wie es ist (The Pretender 2001; Fernsehfilm)
- 2001: Die Pretender – Insel der Gequälten (The Pretender: Island of the Haunted; Fernsehfilm)
- 2005: Checking Out – Alles nach meinen Regeln (Drehbuch)

### Fernsehen
- 1979–1980: The White Shadow
- 1981: Polizeirevier Hill Street
- 1982–1986: Chefarzt Dr. Westphall
- 1985: Hollywood Beat
- 1985: Alfred Hitchcock zeigt (Alfred Hitchcock Presents)
- 1988: Jake und McCabe – Durch dick und dünn
- 1989: Ein Engel auf Erden
- 1990: Die Ninja Cops (Nasty Boys)
- 1990: L.A. Law – Staranwälte, Tricks, Prozesse
- 1990: D.E.A. – Krieg den Drogen
- 1991: Superboy
- 1993: Space Rangers
- 1993: Melrose Place
- 1996–2000: Pretender
- 2005: 24
- 2009: Hawthorne